# Pseudolaguvia permaris
Pseudolaguvia permaris — вид сомоподібних риб родини Sisoridae. Описаний у 2023 році.

## Поширення
Ендемік Індії. Поширений у басейні річки Маганаді у штаті Одіша на сході країни.